# Fuinha-chocalheira
Fuinha-chocalheira (Cisticola chiniana) é uma espécie de ave da família Cisticolidae.
Pode ser encontrada nos seguintes países: Angola, Botswana, Burundi, República do Congo, República Democrática do Congo, Etiópia, Quénia, Malawi, Moçambique, Namíbia, Somália, África do Sul, Sudão, Essuatíni, Tanzânia, Uganda, Zâmbia e Zimbabwe.
Os seus habitats naturais são: savanas áridas.